# 波特爾 (亞利桑那州)
波特爾（英語：Portal）是位於美國亞利桑那州科奇斯縣的一個非建制地區。該地的面積和人口皆未知。

## 地理
波特爾的座標為31°54′49″N 109°08′29″W / 31.91361°N 109.14139°W，而該地的平均海拔高度為1450米（即4760英尺）。